# Pedagoško-katehetski inštitut Teološke fakultete v Ljubljani
Pedagoško-katehetski inštitut je znanstveno-raziskovalni inštitut, ki deluje v okviru Teološke fakultete Univerze v Ljubljani.
Predstojnik inštituta je bil prof. dr. Ivan Rojnik.